# 베른하르트 쿨만
베른하르트 "베른트" 쿨만(독일어: Bernhard "Bernd" Cullmann, 1949년 11월 1일, 라인란트-팔츠 주 뢰츠바일러-노켄탈 ~)은 독일의 전직 축구 선수로, 현역 시절 미드필더로 때때로 수비수로 활약했다.
그는 1969년에 포르츠에서 축구를 시작했고, 이후 1970년에 쾰른에 입단했다. 그는 쾰른 소속으로 341번의 분데스리가 경기에 출전했고, 1984년에 건강 문제로 은퇴하기 전까지 쾰른에서만 활약했다. 그는 1973년부터 1980년까지 서독 국가대표팀에서 활약하며 6골을 기록했다. 그는 1974년과 1978년 월드컵에 참가했고, 유로 1980에도 참가했는데, 이 중 1974년 월드컵과 유로 1980은 우승했다. 그는 1991년부터 1996년까지 쾰른의 이사도 역임했다.
1996년부터 2011년까지, 그의 아들 카르스텐 쿨만도 쾰른의 1군과 2군에서 활약했다.

## 수상
쾰른
- 분데스리가: 1977–78
- DFB-포칼: 1976–77, 1977–78, 1982–83

서독
- FIFA 월드컵: 1974
- 유럽 선수권 대회: 1980